# Pawel Szajda
Pawel Szajda (* 13. Januar 1982 in Farmington, Connecticut) ist ein US-amerikanischer Schauspieler polnischer Abstammung.
Szajda wuchs mit drei Brüdern und einer Schwester als Kind polnischer Eltern in seinem Geburtsort Farmington auf. Er war Staatsmeister in Ringkampf des US-Bundesstaats Connecticut an der „Farmington High School“, die er 1999 abschloss.
Seinen ersten Auftritt vor einer Kamera hatte er 1996 anlässlich eines Werbefilms für die Olympischen Spiele in Atlanta. Sein Debüt als Schauspieler gab er 2003 in der Verfilmung der Autobiografie von Frances Mayes’ Unter der Sonne der Toskana (Under the Tuscan Sun) unter der Regie von Audrey Wells. Dort spielt er einen polnischen Bauarbeiter, der auf Ablehnung beim Vater seiner italienischen Freundin stößt. 2008 spielte er in dem Film Der Kalmus des polnischen Regie-Altmeisters und Oscarpreisträgers Andrzej Wajda mit. Weitere Film- und Fernsehauftritte folgten.

## Filmografie (Auswahl)
- 2003: Unter der Sonne der Toskana (Under the Tuscan Sun)
- 2004: Hope and Faith (TV-Episodenrolle)
- 2005: Venom – Biss der Teufelsschlangen (Venom)
- 2007: Death Without Consent
- 2008: Generation Kill (Fernsehserie)
- 2009: Der Kalmus (Tatarak)
- 2012: White Collar (Fernsehserie; s4/e10)
- 2014: Beauty and the Beast (Fernsehserie; S2/E11)
- 2016: Verräter wie wir (Our Kind of Traitor)
- 2016: Imperium
- 2019: The Haunting of Sharon Tate